# Marit Maij
Marit Elisabeth Maij (La Haya, 16 de enero de 1972) es una política neerlandesa que actualmente ocupa un escaño en la Segunda Cámara de los Estados Generales para el período legislativo 2012-2017 por el Partido del Trabajo.

## Biografía
Maij realizó estudios en Ciencias políticas en la Universidad de Ámsterdam entre 1989 y 1994, prosiguiendo con un postgrado en la Universidad Europea (Master of Business Administration, 1994-1996) y la Universidad Abierta de Cataluña (2001-2003).
Entre 1994 y 1996 fue asistente de la facción de Llamada Democristiana en el Parlamento Europeo. Posteriormente, trabajó de manera intermitente en el Ministerio de Asuntos Exteriores como parte de los programas de ayuda humanitaria (1997-1999), directora de proyecto (2001-2004), jefa del Departamento del asilo y migración (2008-2009) y jefa del Departamento de asuntos consulares (2011-2012). También trabajó en la embajada de los Países Bajos en Costa Rica (1999-2001) y Pekín (2004-2008), y como asesora del Ministerio de Justicia y del Ministerio del Interior y de Relaciones del Reino (2009-2011).